# Svartpannad busktörnskata
Ej att förväxla med svartpannad törnskata.
Svartpannad busktörnskata (Chlorophoneus nigrifrons) är en fågel i familjen busktörnskator inom ordningen tättingar.

## Utseende och läte
Svartpannad busktörnskata är en vacker fågel som uppträder i hela fyra färgformer. Dessa varierar i färg på undersidan: vit med skäraktigt bröst, svart bröst och gul buk, helgul med orange mitt på bröstet eller röd på bröstet med gul buk. I alla former har den unikt svart som sträcker sig ända till näbben. Den saknar också, till skillnad från flera släktingar, ett ljust ögonstreck. Bland lätena hörs upprepade klockliknade ljud och låga raspiga toner.

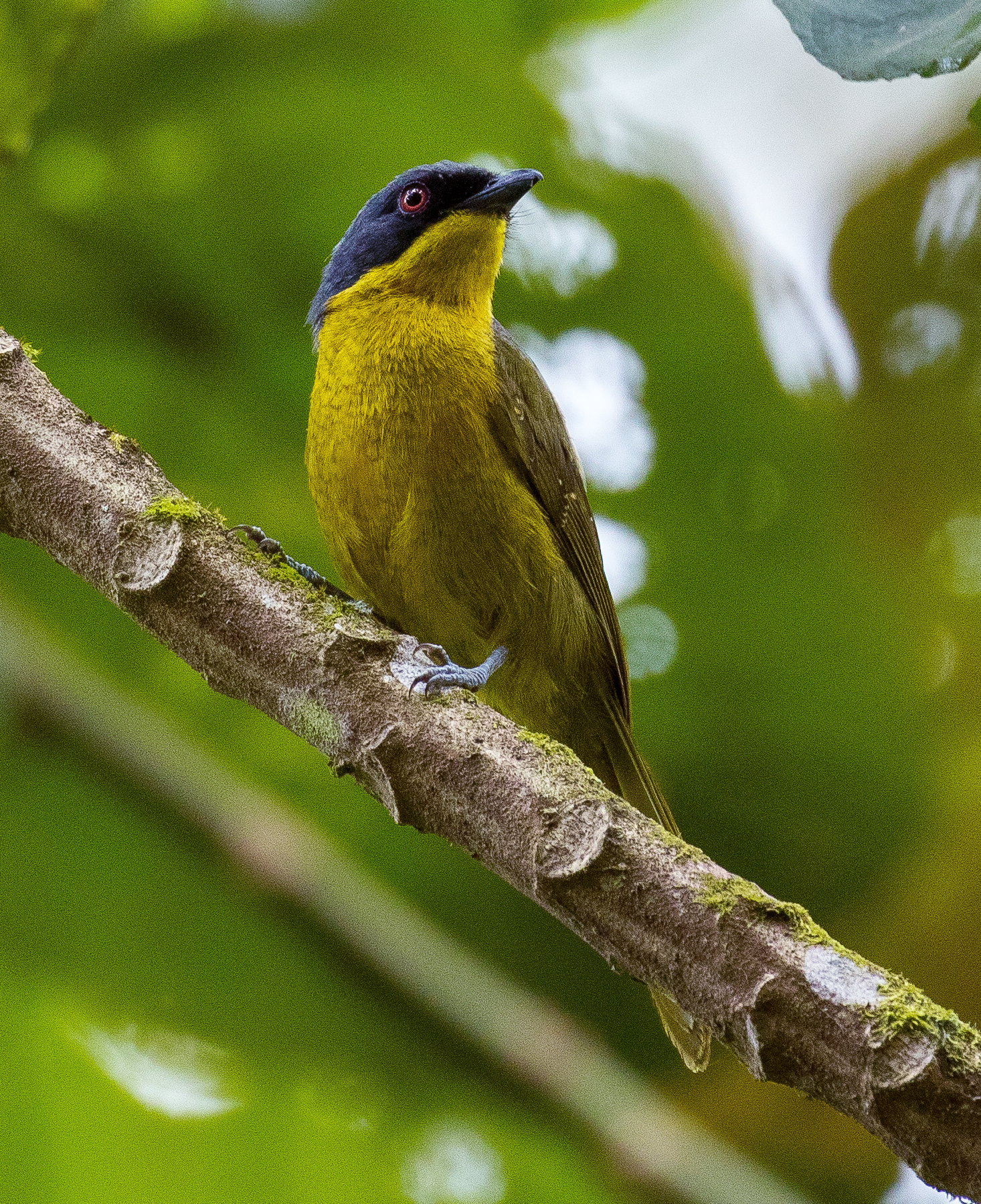

## Utbredning och systematik
Svartpannad busktörnskata delas in i tre underarter med följande utbredning:
- Chlorophoneus nigrifrons nigrifrons – bergstrakter från centrala Kenya till Tanzania och norra Malawi
- Chlorophoneus nigrifrons manningi – sydöstra Demokratiska republiken Kongo till norra Zambia och möjligen östra Angola
- Chlorophoneus nigrifrons sandgroundi – sydöstra Malawi till Zimbabwe, Moçambique och nordöstra Sydafrika (Limpopo)

## Levnadssätt
Svartpannad busktörnskata hittas i skogsområden, huvudsakligen på medelhög till hög höjd. Den slår ofta följe med kringvandrande artblandade flockar.

## Status och hot
Arten har ett stort utbredningsområde, men tros minska i antal, dock inte tillräckligt kraftigt för att den ska betraktas som hotad. Internationella naturvårdsunionen IUCN listar arten som livskraftig (LC).